# Frösö park
Frösö park är ett företagsområde och en stadsdel på Frösön i Östersunds kommun. Området har sitt ursprung i den, sedan 2005, nedlagda flygflottiljen F4 och består idag av ett antal olika verksamheter, bland annat:
- Quality Hotel Frösö Park. Ett konferens- och spahotell med 700 bäddar, invigt 2015.[1]
- Frösö Park Arena (Frösö Convention Center). Norrlands största konferensanläggning med plats för 4400 gäster.[2] För utställningar, konserter, kongresser, mässor, middagar och andra evenemang.[3]
- LAT.63 art arena. En konsthall invigd 2015.[4]

Under hösten 2016 togs beslutet att ta fram en detaljplan med bland annat ungefär 1000 nya bostäder för Frösö park, ett arbete som White arkitekter medverkar i.